# Új-Zéland hadereje
Az Új-Zélandi Védelmi Erő Új-Zéland védelmére fenntartott katonai szervezet, mely szoros összefüggésben van az Ausztrál haderővel, és az Egyesült Királyság haderejével. Hivatalos nevén Új-Zélandi Védelmi Erő, az Új-Zélandi Hadseregből (New Zealand Army), a Új-Zélandi Királyi Légierőből (Royal New Zealand Air Force) és az Új-Zélandi Királyi Haditengerészetből (Royal New Zealand Navy) áll.

## Néhány összefoglaló adata
- Katonai költségvetés: 1,7 milliárd amerikai dollár, a GDP 1%-a 2006-2007-ben.
- Aktív állomány: 9100 fő [1](ezzel 129. Új-Zéland hadereje, az aktív emberek létszámát tekintve a Föld országai közül.)
- Tartalékos állomány: 2600 fő
- Civil állomány: 2800 fő
- Mozgósítható lakosság: 984 700 fő, melyből 809 519 fő alkalmas katonai szolgálatra 2005-ben.

## A szárazföldi erők
Új-Zélandi Hadsereg (angolul: New Zealand Army)
Létszáma: 2500 fő békés időszakban (ez 4500 főre változhat).

### Fegyverzete
Járművek
- 102 db  NZLAV (NZ Light Armoured Vehicle) könnyű páncélozott harcjármű
- 3 db  NZLAV páncélozott mentőjármű
- 321 db  Pinzgauer (LOV) könnyű logisztikai jármű
- 6 db HMEE exkavátor
- REBS taktikai híd MAN alvázon

Légvédelmi erők
- 12 db Mistral légvédelmi rakétarendszer

Páncéltörő erők
- 24 db FGM–148 Javelin páncéltörő rakéta (ATGM) komplexum
- 42 db 84 mm-es Carl Gustaf M3
- M72

Lövegek
- 34 db 105 mm-es L118 könnyű tarack
- 50 db 81 mm-es aknavető

## Légierő
Az Új-Zélandi Királyi Légierő (RNZAF, angolul: Royal New Zealand Air Force) jelenleg 50 légi eszközt tart szolgálatban.

### Fegyverzete
Vadászgépek, kiképzőgépek
- 28 db F–16 Fighting Falcon - vadászrepülőgép
- 10 db A–4 Skyhawk - repülőgép
- 18 db Aermacchi MB–339 - kiképző repülőgép
- PAC CT/4 repülőgép
- T–6C Texan II - kiképző repülőgép

Szállítógépek
- 6 db P–3K2 Orion[1]
- Lockheed C–130H Hercules
- Boeing 757-2K2
- Beechcaft King Air 350

Helikopterek
- 8 db NHI NH90
- UH–1 Iroquois (Bell)
- A109 LUH
- SH–2G(I) Seasprite

## Haditengerészet

Az Új-Zélandi Királyi Haditengerészet csapatzászlója (Queen's Colour for Royal New Zealand Navy), II. Erzsébet királynő uralkodói névjelével.

Új-Zélandi Királyi Haditengerészet (RNZN, angolul: Royal New Zealand Navy)
Az új-zélandi hadihajók megkülönböztető jelzése: HMNZS – His/Her Majesty’s New Zealand Ship (őfelsége új-zélandi hajója).

### Fegyverzete
- 2 db fregatt
- 1 db desszanthajó
- 6 db őrhajó
- 1 db egyéb  hajó
- 8 db Kaman SH–2G(I) Super Seasprite helikopter